# جووانی گاوانین
جووانی گاوانین (ایتالیایی: Giovanni Gavagnin؛ ۱۵ سپتامبر ۱۹۳۶ – ۳ مارس ۲۰۱۳) بازیکن و مربی بسکتبال اهل ایتالیا بود.
از باشگاه‌هایی که در آن بازی کرده‌است می‌توان به باشگاه بسکتبال پالاسانسترو وارزه اشاره کرد.